# 保罗·克莱纳曼
保罗·克莱纳曼（1963年3月23日—）是一位英国击剑运动员和免疫学家，曾参加1984年洛杉矶奥运，现为牛津大学教授，主要作品有入选牛津通识读本的《免疫系统》（The Immune System）等。